# Oskar Belian

Oskar Belian auf einer zeitgenössischen Fotografie

Oskar Belian, auch Oscar Belian, (* 27. Oktober 1832 in Trautzig, Landkreis Allenstein, Ostpreußen; † 24. März 1918 in Allenstein) war ein deutscher Gutsbesitzer und Landwirt. Belian war von 1877 bis 1908 Bürgermeister von Allenstein. Er ist der Vater von Alfred Belian.

## Leben

### Frühe Jahre und Ausbildung
Belian wurde 1832 als ältester Sohn des Gutsbesitzers Johann Georg Belian (1800–1868) und seiner Frau Laura (geb. Thiel) geboren. Die Familie stammte aus Ansbach in Franken und wanderte vermutlich Ende des 18. Jahrhunderts nach Ostpreußen aus. Seine Schulbildung erhielt er zunächst zu Hause, ging später auf das Progymnasium in Hohenstein (Ostpreußen) und schließlich auf das Kneiphöfische Gymnasium in Königsberg. Auf dem privaten landwirtschaftlichen Lehrinstitut von Carl Sprengel in Regenwalde erlernte Belian theoretische und praktische Fähigkeiten auf dem Gebiet der Landwirtschaft. Seinen einjährigen Militärdienst leistete Belian beim Grenadier-Regiment „König Friedrich der Große“ (3. Ostpreußisches) Nr. 4 ab. Danach erwarb er das Gut Klein Kosarken im Kreis Sensburg, wo er 1855 Marie Albrecht, zweite Tochter des Konsistorialrats Eduard Gustav Albrecht aus Gumbinnen, ehelichte. Von 1855 wurde er Sekondeleutnant im Landwehr-Bataillon Ortelsburg Nr. 34 und diente in den Jahren 1859 bis 1866. Für seine Bemühung um die Rekrutierung von Soldaten wurde Belian mit der Kriegsgedenkmünze und der Kaiser-Wilhelm-Gedächtnis-Medaille ausgezeichnet. 1889 wurde Belian als Premierleutnant aus dem Militärdienst entlassen.
1861 verkaufte Belian Klein Kosarken und erwarb das Gut Jodupönen im Kreis Goldap, welches er bis 1880 besaß, und betrieb dort Landwirtschaft. Auch das Gut Szittkehmen war in Belians Besitz. Seine Tochter und seine beiden Söhne, darunter Alfred Belian, kamen auf Jodupönen zur Welt. Mit der Einführung der Preußischen Kreisordnung kam das Gut 1874 zum Amtsbezirk Dobawen, dessen Amtsvorsteher Belian wurde. Außerdem war er Mitglied des Kreisausschusses, des Kreistages und des Provinziallandtages der Provinz Ostpreußen.

### Bürgermeister in Allenstein
Sein kommunalpolitisches Engagement eröffnete ihm das Bürgermeisteramt in Allenstein, wo er einstimmig gewählt und am 10. Oktober 1877 vom Kommissar des  Regierungspräsidenten von Königsberg im Amt bestätigt wurde. Belian bekleidete das Amt 31 Jahre mit „umfassendem Organisationstalent [und] eine[r] unermüdliche[n] Arbeitskraft“. Während seiner Amtszeit entwickelte sich Allenstein von einer Landstadt zu einer Mittelstadt mit über 30.000 Einwohnern.
Der Ausbau der Infrastruktur war ein Schwerpunkt in Belians Schaffen, der auf dem Gebiet beachtliche Leistungen vollbrachte. Kurz nach seiner Wahl konnte das Progymnasium eröffnet werden, das 1881 als Vollanstalt anerkannt und 1885 zum Königlich-Preußischen Provinzialschulkollegium wurde. Weitere Schulen, die unter Belian eröffnet wurden, waren eine Oberrealschule,  eine höhere Mädchenschule (Luisenschule) mit Lehrerinnen-Seminar, sowie eine gewerbliche und eine kaufmännische Fortbildungsschule. Aufgrund seines Einsatzes erhielt Allenstein 1879 den Zuschlag für den Sitz eines Amts- und Landgerichts und konnte sich gegen den schon sicher geglaubten Standort Osterode (Ostpr.) durchsetzen. Ausgehend von der 1872 eröffneten Preußischen Ostbahn erfolgte der Ausbau des Bahnhofs Allenstein zum Eisenbahnknoten mit Zweigstrecken nach Mohrungen (1883), nach Lyck (1883–1885) und nach Soldau (1887); über Göttkendorf bestand seit 1884 eine Verbindung nach Königsberg (Pr.). Auch die Stadtstraßen und Chausseen wurden befestigt und ausgebaut.
In Belians Amtszeit fallen auch die Errichtung eines Schlachthauses, der Gasanstalt, des Wasserwerks und einer Kanalisation. Auf sozialem Gebiet entstanden die Provinzial-Irren-, Heil- und Pflegeanstalt in Kortau, das katholische Krankenhaus St. Marien, das Garnisonslazarett, die Lungenheilstätte „Frauenwohl“, ein jüdisches Altersheim und Siechenhaus sowie Gotteshäuser für die evangelische, katholische und jüdische Bevölkerung. Mit dem Einzug des Ostpreußischen Jäger-Bataillons „Graf  Wartenberg“  Nr. 1 (1884) wurde Allenstein zur Garnisonsstadt. Es folgten das Dragoner-Regiment „König Albert von Sachsen“ (Ostpr.) Nr. 10 (1886), das Grenadier-Regiment „König Friedrich der Große“ (3. Ostpr.) Nr. 4 (1889) und das 2. Bataillon des Westpreußischen 16. Artillerieregiment (1889) sowie weitere Dislozierungen. Mit der Teilung der ostpreußischen Regierungsbezirke wurde Allenstein 1905 Sitz des neu entstandenen Regierungsbezirks Allenstein. 1907 erfolgte die Eröffnung des Straßenbahnbetriebs.

Seine Verdienste würdigend wurde Belian 1903 der Titel Oberbürgermeister verliehen. Das Allensteiner Tageblatt schrieb dazu am 28. Oktober 1903: 

„Nach einem allerhöchsten Erlass vom 12. d. Mts. ist dem Ersten Bürgermeister von Allenstein, Herrn Oscar Belian, der Titel Oberbürgermeister verliehen worden. Wir bringen dem von Sr. Majestät Ausgezeichneten unseren herzlichen Glückwunsch dar, mit dem Wunsche, dass es ihm noch lange vergönnt sein möge, seine ganze, unermüdliche Schaffensfreude in den Dienst unserer Stadt zu stellen, was ihr nur zum größten Segen gereichen kann. Selten wohl ist einem Oberhaupt einer Stadt die Gelegenheit geboten, einen solch’ kolossalen Aufschwung aller Verhältnisse zu durchleben und in demselben die leitende Stellung in sicherer Hand und weitausschauendem Blick erfolgreich inne zu haben. [...]“

Aufgrund seines gesundheitlichen Zustands erbat Belian nach 31 Amtsjahren die Versetzung in den Ruhestand. Am 31. Oktober 1908 wurde Belian feierlich aus dem Amt entlassen und erhielt die Ehrenbürgerschaft. Er starb am 24. März 1918. Tags darauf ehrten ihn die Stadtverwaltung, Angehörige der städtischen Körperschaften, sein Nachfolger Oberbürgermeister Georg Zülch und der Stadtverordnetenvorsteher Karl Roensch mit einer Trauerfeier im Sitzungssaal der Stadtverordnetenversammlung. In einem Nachruf wurde Belian als „Muster eines preußischen Beamten“ charakterisiert.
Sein Sohn Alfred Belian war Bürgermeister in Eilenburg und Präsident des Reichsverbandes Deutscher Städte.

## Ehrungen
- 1887: Verleihung des Roten Adlerordens IV. Klasse
- 1901: Verleihung des Königlichen Kronenordens III. Klasse
- 1902: Benennung des Platzes am Hohen Tor als Belianplatz noch zu Lebzeiten anlässlich des 25. Amtsjubiläums, heute Plac Jedności Słowiańskiej (deutsch: Platz der slawischen Einheit)
- 1903: Verleihung des Titels Oberbürgermeister[6]
- 1907: Verleihung des Roten Adlerordens III. Klasse[6]
- 1908: Ernennung zum Ehrenbürger der Stadt Allenstein anlässlich seiner Verabschiedung in den Ruhestand
- 1908: Ernennung zum Geheimen Regierungsrat
- Verleihung der Kriegsgedenkmünze für Nichtkombattanten am Kombattantenbande
- Verleihung der Kaiser-Wilhelm-Gedächtnis-Medaille
- Verleihung des Königlichen Kronenordens II. Klasse
- Benennung des „Weges am Langsee hinter der Artilleriekaserne“ als Belianweg[7]
- Benennung des Motorschiffs auf dem Okullsee als Geheimrat Belian
- 2000: Belian-Gedenkstein mit einem Bronzerelief von Erika Maria Wiegand, aufgrund der Ablehnung von polnischer Seite nicht realisiert